# Austerlitz-Format

Die am Austerlitz-Format teilnehmenden Länder.
(Von Nord nach Süd:,, .)

Das Austerlitz-Format oder Nord-Trilaterale oder Slavkov trilateral ist eine lose Kooperation der mitteleuropäischen Staaten Tschechien, Slowakei und Österreich.

## Name
Der Name leitet sich von der südmährischen Stadt Austerlitz bei Brünn/Slavkov u Brna ab. Diese ist insbesondere wegen der Schlacht bei Austerlitz von 1805 bekannt, die alternativ auch als Drei-Kaiser-Schlacht bezeichnet wird.

## Hintergrund
In Form der Visegrád-Gruppe bestand bereits seit dem 15. Februar 1991 eine Übereinkunft über die Zusammenarbeit der mitteleuropäischen Länder Polen, Tschechien, Slowakei und Ungarn. Insbesondere Tschechien war es ein Anliegen, diese Gruppe um Slowenien und Österreich zu erweitern. Daher gab der tschechische Staatspräsident Miloš Zeman am 3. April 2014 auf einer Pressekonferenz in Ljubljana, Slowenien, bekannt, dass in Zukunft auch Slowenien und Österreich an den Sitzungen einer erweiterten Visegrád-Gruppe teilnehmen werden. Umgehend am 4. April 2014 gab allerdings das ungarische Außenministerium durch seinen Sprecher Gábor Kaleta zu verstehen, dass eine Erweiterung der Visegrád-Gruppe nicht geplant ist und wies somit das Angebot Zemans an Slowenien und Österreich zurück.
Abgesehen vom Unwillen Ungarns, auch Slowenien und Österreich in die Visegrád-Gruppe aufzunehmen, erwiesen sich die unterschiedlichen Standpunkte hinsichtlich der Russland-Sanktionen im Gefolge des Ukraine-Konflikts von Polen einerseits und den drei Staaten Tschechien, Slowakei und Österreich andererseits als Hindernis auf dem Weg zu einer Erweiterung der Visegrád-Gruppe.
Es musste daher ein anderer Rahmen für die erweiterte Zusammenarbeit gefunden werden. Am 29. Januar 2015 kamen die Ministerpräsidenten Tschechiens, Bohuslav Sobotka, und der Slowakei, Robert Fico, sowie der österreichische Bundeskanzler Werner Faymann in Slavkov  zusammen. Dabei wurde die Austerlitzer Deklaration (Slavkovské deklarace) unterzeichnet und das Austerlitz-Format ins Leben gerufen.
Es finden regelmäßige Treffen statt.
Petr Drulák, der Vizeaußenminister Tschechiens, betonte allerdings, dass sich das Austerlitz-Format nicht als Konkurrenz, sondern als Ergänzung zur Visegrád-Gruppe verstehe.